# 沧源树萝卜
沧源树萝卜（学名：Agapetes inopinata）为杜鹃花科树萝卜属下的一个种。

## 扩展阅读
- 維基物種上的相關：沧源树萝卜